# أوليف (برنامج)
اوليف (Olive) هو برنامج حر ومفتوح المصدر لتحرير الفيديو لأنظمة لينكس ومايكروسوفت ويندوز وماك أو إس.
تم إصداره بموجب GNU General Public License الإصدار 3. وهو مكتوب بلغة C ++ ويستخدم Qt لواجهة المستخدم الرسومية.

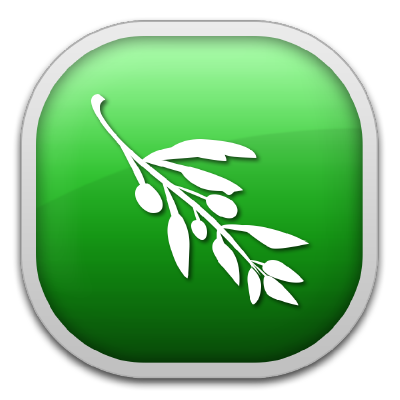
شعار البرنامج

و FFmpeg لوظائف الوسائط المتعددة، ومكتبة OpenImageIO، و OpenColorIO لإدارة الألوان ونظام CMake للتكوين. It is currently in مراحل إصدار البرمجيات.

## مميزات
يمكن اعتبار برنامج اوليف بديل ممتاز لبرامج تحرير الفيديو المدفوعة وباهظة الثمن مثل Adobe Premiere Pro أو Apple Final Cute Pro أو Vegas Pro.
حيث يغطي البرنامج كل المميزات التي يحتاج إليها أي شخص يريد تحرير محتوى مقاطع الفيديو الخاصة به باحترافية وبشكل مجاني تمامًا. بالإضافة إلى الواجهة الرسومية الغير معقدة الخاصة به بحيث يمكنك إضافة الفيديو وسحب وافلات التأثيرات في الـ Timeline بالأسفل وتعديل الصوت وما إلى ذلك.
بعد الانتهاء من أمور التعديل وتقوم باستخراج الفيديو بجودة عالية، ستلاحظ أن هذا البرنامج سريع حقًا في عملية التصدير وهذا ما يجعله جدير بالتجربة.

## وصلات خارجي
- الموقع الرسمي